# La moda
La moda és una òpera en tres actes composta per Antonio Boroni sobre un llibret italià de Pietro Cipretti. S'estrenà a Torí el carnaval de 1761.	

A Catalunya, s'estrenà el 1770 al Teatre de la Santa Creu de Barcelona.